# Алексєєвська (Ленінградська область)
Алексєєвська (рос. Алексеевская) — присілок у Подпорозькому районі Ленінградської області Російської Федерації.
Населення становить 5 осіб. Належить до муніципального утворення Вінницьке сільське поселення.

## Історія
Згідно із законом від 1 вересня 2004 року № 51-оз належить до муніципального утворення Вінницьке сільське поселення.

## Населення
| 1873 | 1905 | 1997 | 2007 | 2010 |
| ---- | ---- | ---- | ---- | ---- |
| 30   | ↗62  | ↘9   | ↘4   | ↗5   |